# Maccaffertium flaveolum
Maccaffertium flaveolum är en dagsländeart som först beskrevs av Francois Jules Pictet de la Rive 1843.  Maccaffertium flaveolum ingår i släktet Maccaffertium och familjen forsdagsländor. Inga underarter finns listade i Catalogue of Life.